# کانیا فوجیموتو
کانیا فوجیموتو (انگلیسی: Kanya Fujimoto؛ زادهٔ ۱ ژوئیهٔ ۱۹۹۹) بازیکن فوتبال اهل ژاپن است.
از باشگاه‌هایی که در آن بازی کرده‌است می‌توان به باشگاه فوتبال توکیو وردی اشاره کرد.